# Сингъл Степ
„Сингъл Степ“ е фондация за подпомагане на младежи от ЛГБТИ (лесбийки, гей, бисексуални, транс и интерсекс) общността, техните родители, приятели и съмишленици, в процеса на самоосъзнаване, разкриване и утвърждаване на сексуалната им ориентация и полова идентичност. Създадена е в София през 2016 г.

## Дейност
В подкрепа на младите творци фондация Сингъл Степ провежда ежегоден CampOUT – петдневна творческа работилница, която обхваща пет жанра: визуални изкуства, фотография, музика, танц и моден дизайн. Лагерът дава възможност на млади творци да почерпят нови знания и вдъхновение от успели български и чуждестранни ментори, да развият своите умения и да изразят себе си, създавайки специален проект по време на работилницата. Завършва с цялостна изложба, в която са показани всички творби създадени от участниците по време на работилницата.

## Книги
Благодарение на фондация Сингъл Степ в партньорство с издателска къща „Колибри“ през 2019 г. книгата „Заличеното момче“ е преведена и издадена на български език.